# 福尔什维莱尔
福尔什维莱尔（法語：Folschviller，法語發音：[fɔlʃvilɛʁ]）是法国摩泽尔省的一个市镇，属于福尔巴克-布莱摩泽尔区。

## 地理
福尔什维莱尔（49°4'10"N, 6°41'6"E）面积9.46 平方千米，位于法国大東部大區摩泽尔省，该省份为法国东北部内陆省份，是洛林的一部分，西南接默尔特-摩泽尔省，东临下莱茵省，北与卢森堡和德国接壤。
与福尔什维莱尔接壤的市镇（或旧市镇、城区）包括：阿尔特维莱尔、洛德勒方、莱兰、聖阿沃爾德、尼德河畔泰坦、瓦勒埃贝尔桑、瓦尔蒙。

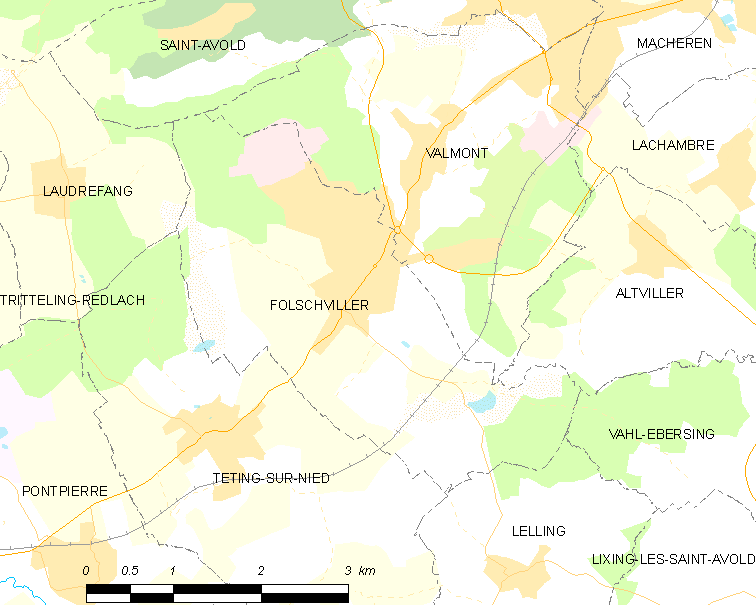
福尔什维莱尔的OSM定位图

福尔什维莱尔的时区为UTC+01:00、UTC+02:00（夏令时）。

## 行政
福尔什维莱尔的邮政编码为57730，INSEE市镇编码为57224。

## 政治
福尔什维莱尔所属的省级选区为圣阿沃尔德县。

## 人口

1962-2008年间福尔什维莱尔人口变化图示

福尔什维莱尔于2022年1月1日时的人口数量为3937人。